# Kleinkabinenbahn Vallée Blanche

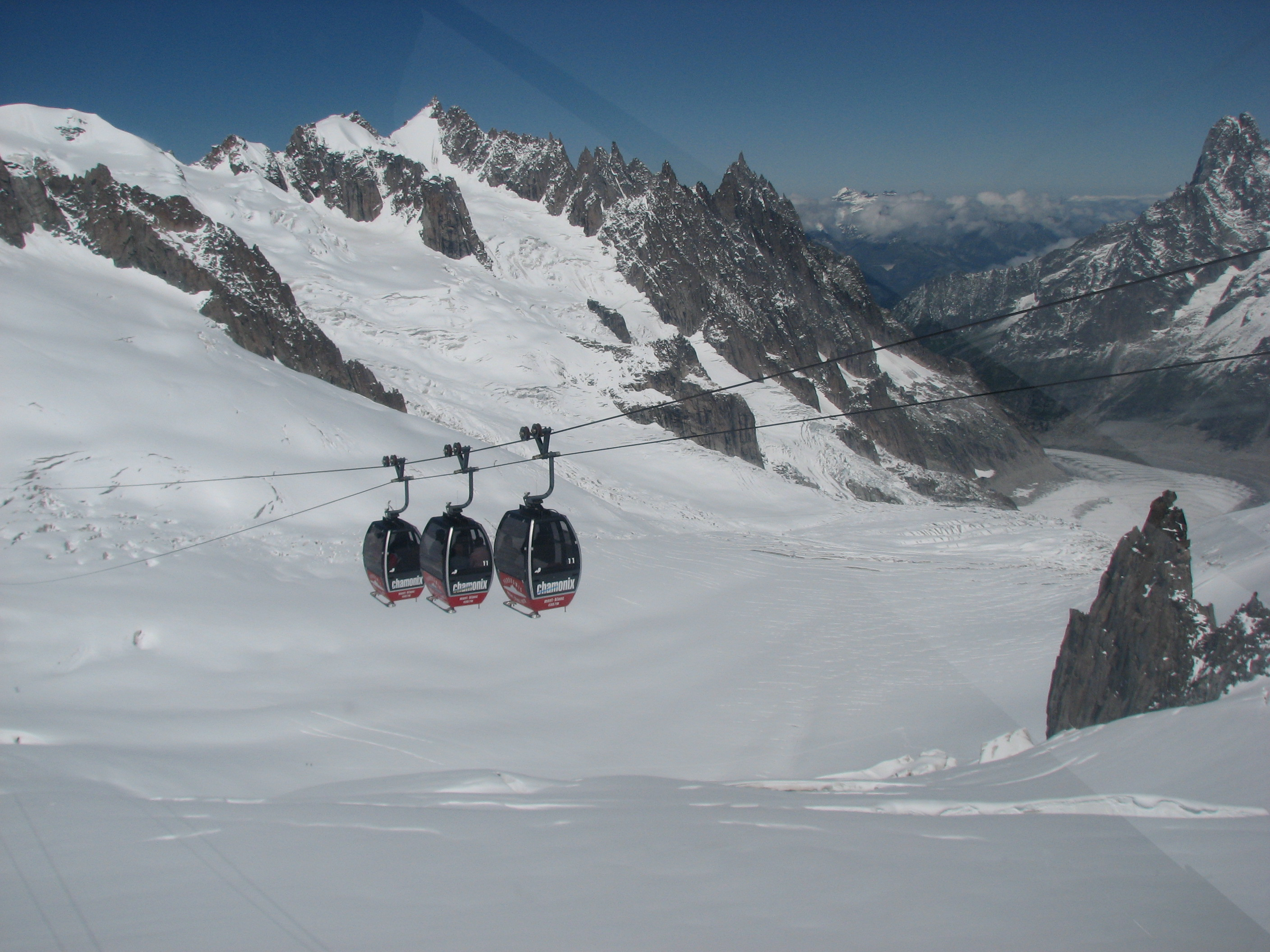
Über dem Glacier du Géant, rechts unten das Mer de Glace

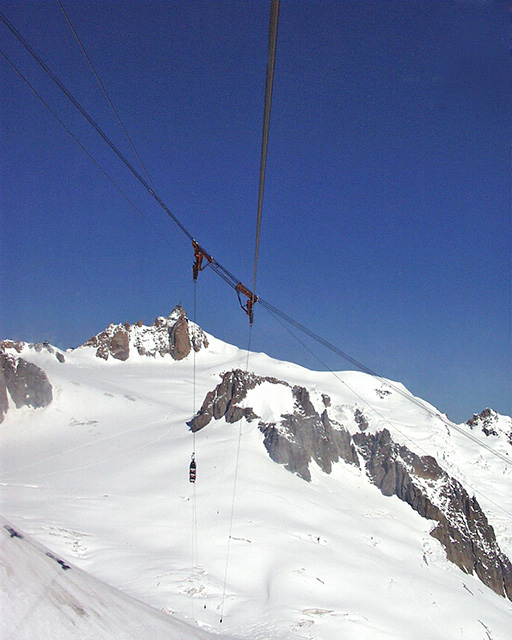
Hängende Seilstütze, Blick Richtung Aiguille du Midi

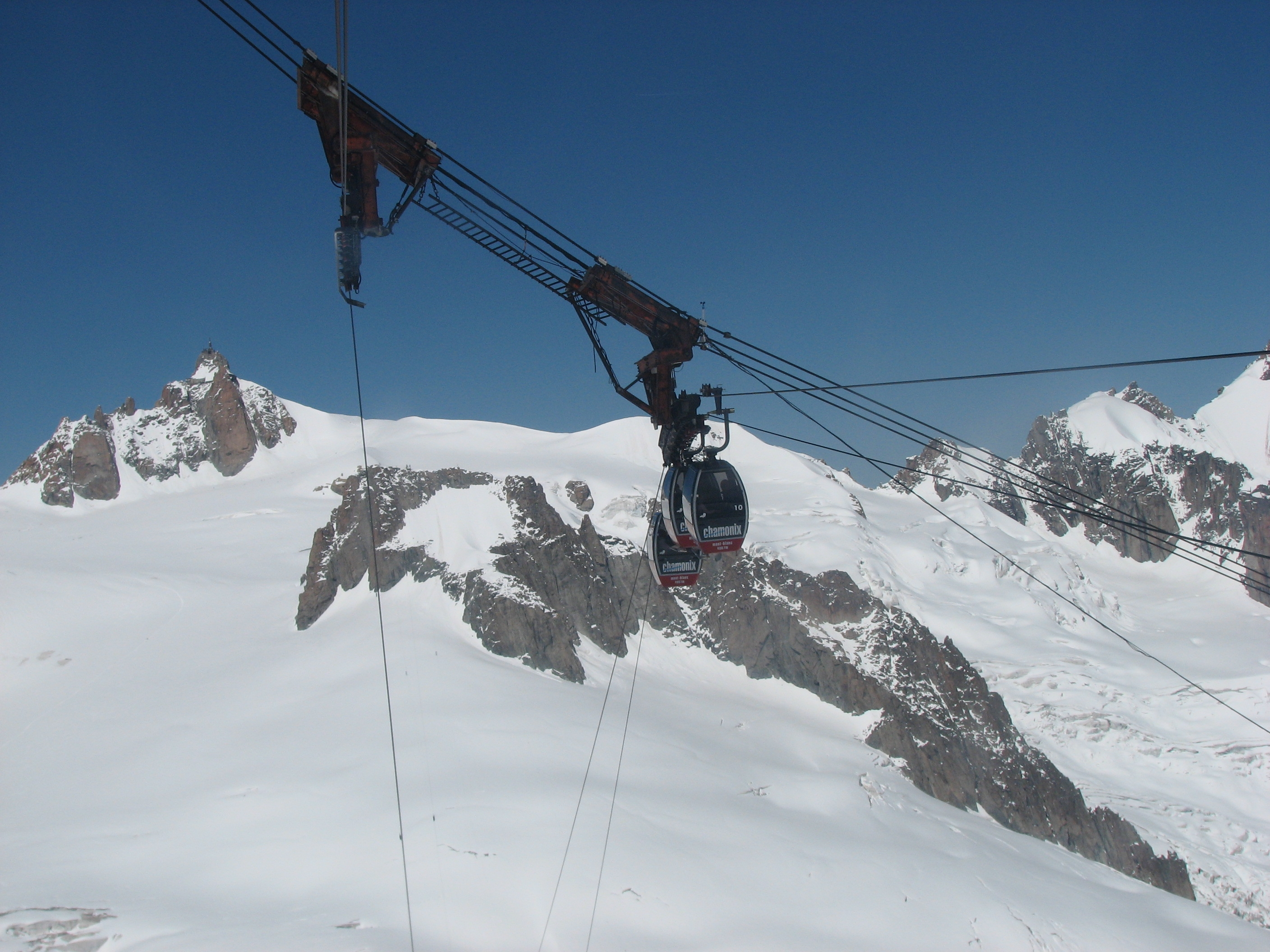
Kabinen unter der Hängenden Seilstütze

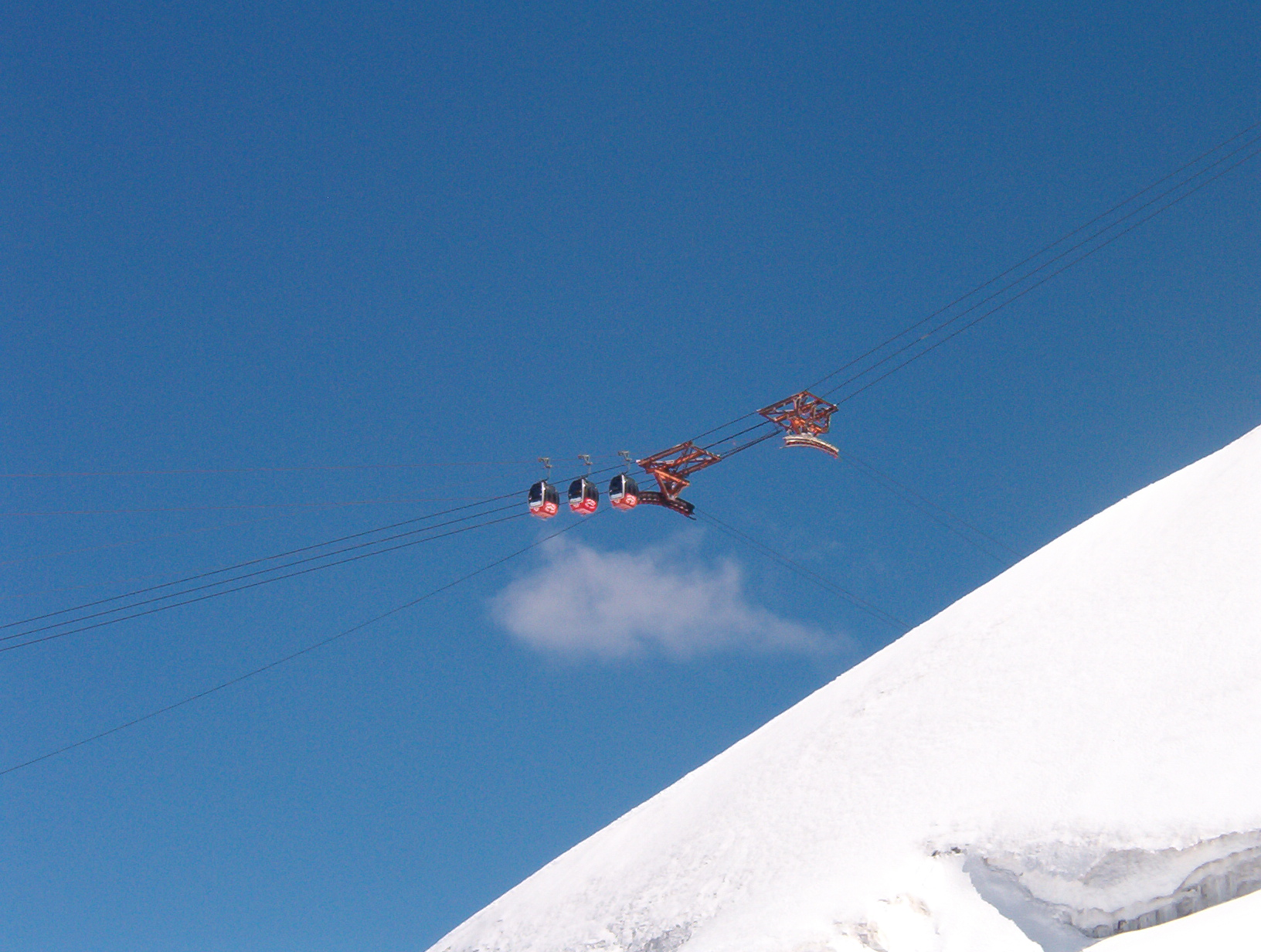
Hängende Seilstütze

| Télécabine Panoramic Mont Blanc   | Télécabine Panoramic Mont Blanc  |
| --------------------------------- | -------------------------------- |
| Station auf der Pointe Helbronner |                                  |
| Standort:                         | Chamonix, Frankreich             |
| Bauart:                           | Zweiseilgruppenumlaufbahn        |
| Baujahr:                          | 1957                             |
| Berg:                             | Mont-Blanc-Gruppe                |
| Talstation:                       | Pointe Helbronner, 3466 m        |
| Zwischenstation:                  | Gros Rognon, 3536 m              |
| Höhendifferenz:                   | 311 m                            |
| Bergstation:                      | Aiguille du Midi, 3778 m         |
| Streckenlänge:                    | 5093 m                           |
| Fahrdauer:                        | 25 min                           |
| Anzahl der Gondeln:               | 12 × 3 Stk.                      |
| Anzahl der Stützen:               | 2 Stk.                           |
| Kapazität:                        | 4 Pers./Gondel, 220 Pers./Stunde |
| Hersteller:                       | Funivie d’Italia                 |
| Betreiber:                        | Compagnie du Mont-Blanc S.A.     |
| Website:                          | www.compagniedumontblanc.fr      |

Die Kleinkabinenbahn Vallée Blanche (Télécabine Panoramic Mont-Blanc, früher Télécabine de la Vallée Blanche) ist eine Luftseilbahn in der Mont-Blanc-Gruppe, die nach vierjähriger Bauzeit Ende 1957 in Betrieb genommen wurde. Sie verbindet die Aiguille du Midi und die Pointe Helbronner über eine Distanz von 5 km miteinander. Die Fahrt bietet einen weiten Blick auf den Mont Blanc und die umliegenden schroffen Berge und das tief unter den Gondeln liegende Vallée Blanche, den Glacier du Géant, den Glacier du Tacul und das Mer de Glace. Im Sommer kann man vom französischen Chamonix mit einer Seilbahn auf die Aiguille du Midi fahren, von dort mit der Kleinkabinenbahn zur Pointe Helbronner schweben und anschließend auf der italienischen Seite mit der Funivie Monte Bianco nach La Palud bei Courmayeur hinunterfahren und so eine Alpenüberquerung per Seilbahn erleben. Die Kabinen überqueren die Strecke zwischen dem Aiguille du Midi und der Pointe Helbronner in 30 bis 35 Minuten einschließlich fünf kurzer Stopps, während derer je eine Kabinengruppe in den Endstationen anhält.

## Beschreibung
Technisch gesehen handelt es sich um eine Gruppenbahn bzw. eine Zweiseilumlaufbahn mit festen Tragseilen und einem umlaufenden Zugseil, das die zwölf Gruppen aus je drei kleinen Kabinen bewegt.
Von der Station an der Aiguille du Midi in einer Höhe von 3779 m überquert die Seilbahn zunächst auf einer Länge von 1.684 Metern das Vallée Blanche, ein Gletschertal, zur Winkelstation am Gros Rognon (3536 m), wo die Trasse mittels zehn Meter langer fester Schienen um circa acht Grad nach rechts gelenkt wird und sich die Spanngewichte der Tragseile befinden. Diese Winkelstation hat für jede Richtung eigene Gebäude, die im Abstand von etwa 50 m voneinander stehen und durch einen Gang miteinander verbunden sind. Deshalb wird auf dem ersten Teilstück der Abstand der beiden Seiltrassen immer größer, während sie sich auf dem zweiten Teilstück wieder einander annähern.
Hinter der Winkelstation Gros Rognon überquert sie den Gletscher Glacier du Géant auf einer Länge von 2.831 Metern ohne Stütze. Obwohl die Seile dort bis zu 255 m durchhängen, schweben die Kabinen immer noch ca. 300 m über dem Gletscher.
Zwischen den Felsen des Großen und des Kleinen Flambeau sind drei rund 315 Meter lange Stahlseile gespannt, welche die Rolle der Seilbahnstütze übernehmen (Pylône suspendu/Hängende Stütze). Man entschloss sich seinerzeit zu dieser auch heute noch einmaligen Ausführung, weil der Gletscher als Standort einer hohen Turmkonstruktion ungeeignet ist. Zwischen den Verankerungen dieser Seile besteht eine Höhendifferenz von 136 m. Außerdem verlaufen diese Seile in einem Winkel von circa 23° schräg zur Seilbahntrasse, so dass auch die beiden Rollengruppen in einer Höhe von 3.466 m versetzt nebeneinander hängen. Unter den durchfahrenden Kabinen verbleibt auch bei hoher Schneelage noch eine lichte Höhe von etwa 20 m.
Von dieser Seilstütze aus führt die Seilbahn noch einmal mit einer Spannweite von 447 Metern zur Pointe Helbronner in ebenfalls 3.466 m Höhe, wo sich die Spanngewichte für das insgesamt 10.200 m lange umlaufende Zugseil befinden, das vom Hauptmotor auf der Aiguille du Midi angetrieben wird. In der Station auf der Pointe Helbronner befindet sich ein Notfallmotor.
Die Entfernung zwischen den beiden Endstationen beträgt 5.093 m (schräge Länge), die horizontale Länge ist 4.972 m.
Die Tragseile haben einen Durchmesser von 30 mm, das Zugseil ist 16 mm stark. Die Kabinen fahren mit einer Geschwindigkeit von maximal 7 m/s (25,2 km/h), aber nur 2 m/s in der Winkelstation und beim Übergang über die Hängende Stütze. Die Seilbahn hat eine Förderleistung von nur 220 Personen pro Stunde, was zumindest in der Hochsaison eine Anmeldung erforderlich macht.
Von den Passagieren meist unbemerkt bleibt eine kleine, einfache, einspurige Pendelbahn, mit der die Wartungstechniker von der Aiguille du Midi zur Winkelstation am Gros Rognon gelangen können.

## Geschichte
Die Kleinkabinenbahn Vallée Blanche wurde von dem italienischen Ingenieur Dino Lora Totino konzipiert und in jahrelanger Arbeit entwickelt. Er hatte bereits die Seilbahn von Breuil-Cervinia zum Theodulpass bauen lassen; an der von ihm beabsichtigten Verbindung mit Zermatt war man dort jedoch nicht interessiert. So wandte sich Totino der Verbindung von Courmayeur nach Chamonix zu, da es bereits eine Seilbahn zum Rifugio Torino unterhalb der Pointe Helbronner gab und auf der anderen Seite die Idee einer Seilbahn auf die Aiguille du Midi (auch unter dem Einfluss von Totino) konkrete Formen annahm. Für die damaligen Verhältnisse mussten extreme Schwierigkeiten überwunden werden. Die Seilbahnen auf die Aiguille du Midi und über das Vallée Blanche waren die höchsten der Welt, es gab noch keinen Hubschraubertransport, es hatte noch nie jemand ein 10 km langes Zugseil in diesen Höhen verlegt (dessen Kabeltrommel immer noch in Chamonix stand, als der Anfang des Zugseils schon auf die Pointe Helbronner gezogen war).
Nach der Fertigstellung der Seilbahn auf die Aiguille du Midi wurde die Kleinkabinenbahn von der italienischen Firma Agudio ausgeführt. Sie wurde 1995 überholt, erhielt 1997 neue Kabinen und wurde vor kurzem  erneut renoviert.

## Zwischenfälle
Am 29. August 1961 kam es zu einem schweren Unglück, als ein Flugzeug der französischen Luftstreitkräfte das Zugseil der Seilbahn zerriss, wobei drei Gondeln abstürzten und sechs Personen ums Leben kamen. Der Pilot konnte die nur am Seitenleitwerk beschädigte Maschine sicher landen.
Am 8. September 2016 kam es aufgrund einer starken Windböe zu einem Seilüberschlag vom umlaufenden Zugseil über das Tragseil, der dazu führte, dass die Seilbahn nicht mehr fahrbereit war. Die in den zahlreichen Kabinen festsitzenden 110 Passagiere mussten mittels Helikopterbergungen und terrestrischer Rettung mit Abseilen geborgen werden. Wegen der hereinbrechenden Dunkelheit konnten die letzten 33 Passagiere nicht mehr vor der Nacht gerettet werden; sie konnten die Gondeln erst am nächsten Tag verlassen, als der Schaden behoben und die Anlage wieder fahrbereit war. Während der Evakuation wurden die eingeschlossenen Passagiere zum Schutz vor der Kälte per Hubschrauber mit Decken, warmen Getränken und Essen versorgt. Bei dem Zwischenfall wurde niemand verletzt. Es waren zahlreiche Helikopter und Bergretter sowie die Alpinpolizei aus Chamonix (PGHM) stundenlang im Einsatz.
Einen weiteren schweren Schaden erlitt die Anlage während des Sturms Eleanor am 5. Januar 2018. Nachdem sich auf einer Seillänge von 3,8 km über 70 cm Eis angehäuft hatte, wurde das Seil von Windgeschwindigkeiten von bis zu 250 km/h angegriffen und an zwei Stellen beschädigt. Vermutlich hat der starke Wind zu einer Seilentgleisung zwischen den Stützen geführt, in deren Folge das Seil brach. Das noch aus dem Jahr 1957 stammende Seil musste komplett ersetzt werden.

## Geographische Koordinaten
- Aiguille du Midi: 45° 52′ 43,4″ N, 6° 53′ 18″ O
- Winkelstationen Gros Rognon: 45° 52′ 6,3″ N, 6° 54′ 15,4″ O und 45° 52′ 7″ N, 6° 54′ 16,7″ O
- Hängende Stütze: 45° 50′ 57″ N, 6° 55′ 40″ O
- Pointe Helbronner: 45° 50′ 45,6″ N, 6° 55′ 54″ O